# Diogo Ramos
Diogo Emanuel Alves Ramos (sinh ngày 8 tháng 11 năm 1986 ở Grijó (Vila Nova de Gaia), Porto) là một cầu thủ bóng đá người Bồ Đào Nha thi đấu cho Varzim S.C. ở vị trí tiền vệ tấn công.